# Prostomis weigeli
Prostomis weigeli is een keversoort uit de familie Prostomidae. De wetenschappelijke naam van de soort is voor het eerst geldig gepubliceerd in 2003 door Schawaller.